# Aminte
Aminte (in greco antico: Αμύντης?, Amyntes; II secolo a.C. – I secolo a.C.) è stato un letterato e poeta greco antico.

## Biografia
Di Aminte (o Aminta, se si accetta la forma più comunemente attestata del nome) non si conosce nulla.

Il nome rinvia ad area peloponnesiaca, forse arcade, anche se attestato anche in Macedonia come nome di diversi sovrani.
Le date congetturali per la sua cronologia derivano da un papiro di Ossirinco, datato da Grenfell e Hunt all'età augustea e dal fatto che un suo epigramma riguarda la distruzione di Sparta, da parte di Filopemene, nel 188 a.C.

Il fatto che, nel papiro, Aminte sia associato con Leonida di Taranto e Antipatro di Sidone, che imita, porta a situare la sua attività nella seconda metà del II secolo a.C., senza, comunque, escludere l'inizio del secolo successivo.

## Epigrammi
Di Aminte non restano che - a parte un distico evidentemente incompleto - due epigrammi, conservati in un frustulo antologico epigrammatico in cui sono compresi la fine di un componimento di Leonida e di uno di Antipatro. Si può pensare, con il più recente editore, che l'autore dell'antologia fosse Aminte stesso.

Il primo epigramma è un epitimbio dialogato sulla giovane Praxò di Samo, che dalla tomba parla all'autore, spiegandogli, in un breve botta e risposta, di essere morta dando alla luce un secondo figlio, dopo il piccolo Callitele di tre anni: morta a 22 anni, è stata sepolta dal marito Teocrito.

Il secondo epigramma parla, come detto, della distruzione di Sparta ad opera della Lega Achea nel 188, con un linguaggio sciatto e, nello stesso tempo, verboso, che tradisce l'imitazione di un testo precedente.

Se, come detto, Aminte stesso fu il compilatore dell'antologia, al di là dei suoi scarsissimi meriti letterari, i suoi testi evidenziano la circolazione di altre antologie a parte la Corona di Meleagro nella tarda età ellenistica.